# All Grown Up – Fast erwachsen
All Grown Up – Fast erwachsen ist eine Zeichentrickserie, die der Fernsehsender Nickelodeon in Kooperation mit der Produktionsfirma Klasky Csupo von 2003 bis 2008 produzierte.
All Grown Up – Fast erwachsen ist die Nachfolgeserie der bekannten Serie Rugrats und basiert auf dem Rugrats-Zweiteiler Fast Erwachsen (All Growed Up).

## Handlung
Tommy, Angelica und der Rest der Rugrats sind jetzt alle neun Jahre älter und schon fast Teenager (9–13 Jahre). Jeder Charakter hat zwar ein paar neue Charakterzüge bekommen, trotzdem bleiben alle Figuren im Kern die alten. Ihre Welt steckt genau wie früher voller Abenteuer. Sie müssen sich nun den Problemen eines Teenagers stellen.

## Charaktere

### Hauptcharaktere
Thomas „Tommy“ Louis Pickles
ist ein wenig ruhiger und weniger abenteuerlustig geworden als er es noch als Baby war. Deshalb ist er nicht mehr immer der Anführer und lässt auch mal seine Freunde ran. Stattdessen hat Tommy jetzt das Filmemachen für sich entdeckt und ist fast nie ohne seinen Camcorder anzutreffen. Im Gegensatz zu Rugrats wird Tommy nicht mehr ganz so perfekt gezeigt, denn er spielt nun auch mal (gemeine) Streiche, stiehlt beim Schlafwandeln und hat große Angst vorm Wasser.
Dylan „Dil“ Prescott Pickles
Tommys jüngerer Bruder, ist sehr „speziell“ (wahrscheinlich seit Phil und Lil ihn auf den Kopf fallen gelassen haben). Er spricht mit unsichtbaren Freunden, glaubt fest an die Existenz von Außerirdischen und geht auch gerne mal eine Woche lang nur rückwärts. Zudem hat er großes Interesse an fremden Bräuchen und Kulturen sowie allem Abartigen.
Angelica Charlotte Pickles
hat sich wohl am wenigsten verändert, da sie noch immer rechthaberisch und „bossig“ ist und immer noch alles besser weiß. Ihr größtes Ziel ist es, angesagt zu sein und dazuzugehören, besonders zu Savannah und ihrer Clique. Für dieses Ziel tut sie fast alles, investiert viel in die neuesten Trends und die neuste Mode und merkt dabei meist nicht, dass ihre wahren Freunde Harold und Susie sie auch so mögen. Angelica schreibt für die Schülerzeitung und hat sogar eine eigene Ratgeberkolumne („Ask Angelica“).
Charles „Chuckie“ Crandall Finster III
ist zwar immer noch ängstlich, aber manchmal versucht er auch zu rebellieren, um so endlich Anerkennung zu finden und nicht immer der Außenseiter zu sein. Obwohl er für seinen Vater in dessen „Java Lava Coffee Shop“ arbeitet, hat er zu ihm nicht mehr eine so enge Bindung wie früher. Eigentlich ist Chuckie genauso geworden, wie er es als Baby vorhergesagt hat: unbeliebt, mit Brille, Akne und Zahnspange.
Kimi Watanabe-Finster
ist tough und selbstbewusst, ganz im Gegensatz zu ihrem Bruder Chuckie, den sie aber trotzdem über alles liebt. Sie hängt viel mit Lillian und Susie rum und macht gerne angesagte Dinge, obwohl sie ihr Herz an einen Außenseiter (zum Beispiel Z) hängt, gerade weil er anders ist.
Philip „Phil“ Richard Paul DeVille
mag immer noch Ekel erregende Dinge (Spuck- und Rülpswettbewerbe, Popel, Gestank usw.) und Insekten. Aus diesem Grund gilt er in der Schule als Freak (sozial inakzeptabel) und ist eigentlich nur mit Tommy, Chuckie und besonders Dil befreundet.
Lillian „Lil“ Marie Jill DeVille
legt großen Wert darauf, nicht mehr im Doppelpack mit ihrem Bruder Philip gesehen zu werden. Wie im Regelfall üblich, ist sie etwas reifer als Philip und weist auch darauf hin, dass sie älter ist. Obwohl sie auch noch heimlich auf widerliche Sachen steht, zeigt sie auch großes Interesse an Jungs, Cliquen und sogar Fußball.
Susanna „Susie“ Yvonne Carmichael
ist eine sehr beliebte und coole Schülerin, die sich viel engagiert und für andere einsetzt. Ihr Traum ist es, Sängerin zu werden und bei zahlreichen kleineren Auftritten zeigt sie, dass sie auch das Zeug dazu hat.

### Die Eltern
Auch die Eltern und Verwandten der „Rugrats“ sind natürlich älter geworden und haben teilweise ihre besonderen „Macken“ noch intensiviert.
Diane „Didi“ und Stuart „Stu“ Pickles
(Tommys und Dils Eltern) erziehen ihre Kinder immer noch nach den Ratschlägen des Kinderpsychologen Dr. Lipschitz
Charles Crandall „Chaz“ Finster II
(Chuckies Vater) besitzt zusammen mit Phils und Lils Mutter Betty DeVille einen Coffee Shop
Charlotte Pickels
(Angelicas Mutter) ist noch immer eine arbeitssüchtige Karrierefrau, die aber inzwischen mehrfach geliftet wurde
Melinda Finster
ist Chuckies leibliche Mutter. Sie starb als Chuckie noch ein Baby war. Später heiratete Chaz Finster Kira Watanabe-Finster (Kimis Mutter).

### Neue Charaktere
Harold Frumkin
ist Susies und Angelicas bester Freund. Er ist heimlich in Angelica verliebt, denn er tut alles für sie und folgt ihr wie ein Hund. Er ist sehr feinfühlig und sensibel.
Savannah
ist das beliebteste Mädchen der Schule und deshalb auch Angelicas Rivalin. Beide versuchen immer einander auszustechen und trotzdem wünscht sich Angelica nichts mehr, als in ihrer angesagten Clique aufgenommen zu werden
Nicole Boscarelli
ist Chuckies Schwarm. Für sie hat er sogar versucht jemand anderes zu werden, was ihr aber nicht zugesagt hat.
Estes „Slambang“ Pangborn
ist der Direktor der Junior-Highschool und ein ehemaliger Wrestler. Er wünscht sich immer Ordnung, sodass ihm besonders Dils verrücktes Verhalten sehr stört. Trotz seines massigen, muskulösen Äußeren, hat er scheinbar auch eine sensible Seite (so liebt er beispielsweise Poesie).
Rachel
ist Tommys Freundin. Sie kommt in der Folge Versegelt sowie in Rachel, Rachel vor.
Darryl
ist der Schwarm von Angelica. Er kommt selten vor.

## Synchronisation
| Figur                 | Originalsprecher | Deutscher Synchronsprecher |
| --------------------- | ---------------- | -------------------------- |
| Tommy Pickles         | Elizabeth Daily  | Angela Quast               |
| Dil Pickles           | Tara Strong      | Sylvie Nogler              |
| Angelica Pickles      | Cheryl Chase     | Monika Barth               |
| Chuckie Finster       | Nancy Cartwright | Eva Michaelis              |
| Kimi Watanabe-Finster | Dionne Quan      | Verena Herkewitz           |
| Phil DeVille          | Kath Soucie      | Reinhilt Schneider         |
| Lil DeVille           | Kath Soucie      | Micaëla Kreißler           |
| Susie Carmichael      | Cree Summer      | Daniela Reidies            |
| Stu Pickles           | Jack Riley       | Klaus-Peter Kaehler        |
| Didi Pickles          | Melanie Chartoff | Katja Brügger              |
| Kira Watanabe-Finster | Julia Kato       | Marion Elskis              |
| Chaz Finster          | Michael Bell     | Oliver Reinhard            |
| Betty DeVille         | Kath Soucie      | Angela Stresemann          |
| Howard DeVille        | Phil Proctor     | Eberhard Haar              |
| Charlotte Pickles     | Tress MacNeille  | Isabella Grothe            |
| Drew Pickles          | Michael Bell     | Achim Schülke              |
| Harold                | Pat Musick       |                            |
| Savannah              | Shayna Fox       |                            |
| Nicole Boscorelli     | Lizzie Murray    |                            |
| Pangborn              | Clancy Brown     |                            |